# La funzione
La funzione è un singolo del gruppo musicale alternative rock italiano dei Subsonica, pubblicato il 13 giugno 2011 dall'etichetta discografica EMI, scritto e composto da Max Casacci.
Il brano è stato estratto come quarto singolo dall'album Eden. Vede la collaborazione dei Righeira.

## Video musicale
Il videoclip della canzone, girato nella metropolitana di Torino, è una chiara citazione del film Essi vivono di John Carpenter.

## Tracce
1. La funzione – 3:31